# Шантерсье
Шантерсье́ (фр. Champtercier, окс. Champtercier) — коммуна во Франции, находится в регионе Прованс — Альпы — Лазурный Берег. Департамент коммуны — Альпы Верхнего Прованса. Входит в состав кантона Западный Динь-ле-Бен. Округ коммуны — Динь-ле-Бен.
Код INSEE коммуны — 04047.

## Население
Население коммуны на 2008 год составляло 799 человек.
| 1962 | 1968 | 1975 | 1982 | 1990 | 1999 | 2008 |
| ---- | ---- | ---- | ---- | ---- | ---- | ---- |
| 154  | 163  | 285  | 363  | 527  | 693  | 799  |

## Экономика
В 2007 году среди 478 человек в трудоспособном возрасте (15—64 лет) 369 были экономически активными, 109 — неактивными (показатель активности — 77,2 %, в 1999 году было 76,1 %). Из 369 активных работали 350 человек (179 мужчин и 171 женщина), безработных было 19 (9 мужчин и 10 женщин). Среди 109 неактивных 39 человек были учениками или студентами, 39 — пенсионерами, 31 были неактивными по другим причинам.

## Достопримечательности
- Медный котёл (XVII—XVIII века), в котором на Троицу варят бобы.
- Церковь Успения Божьей Матери, повреждена землетрясением 1887 года, восстановлена в 1889—1893 годах.

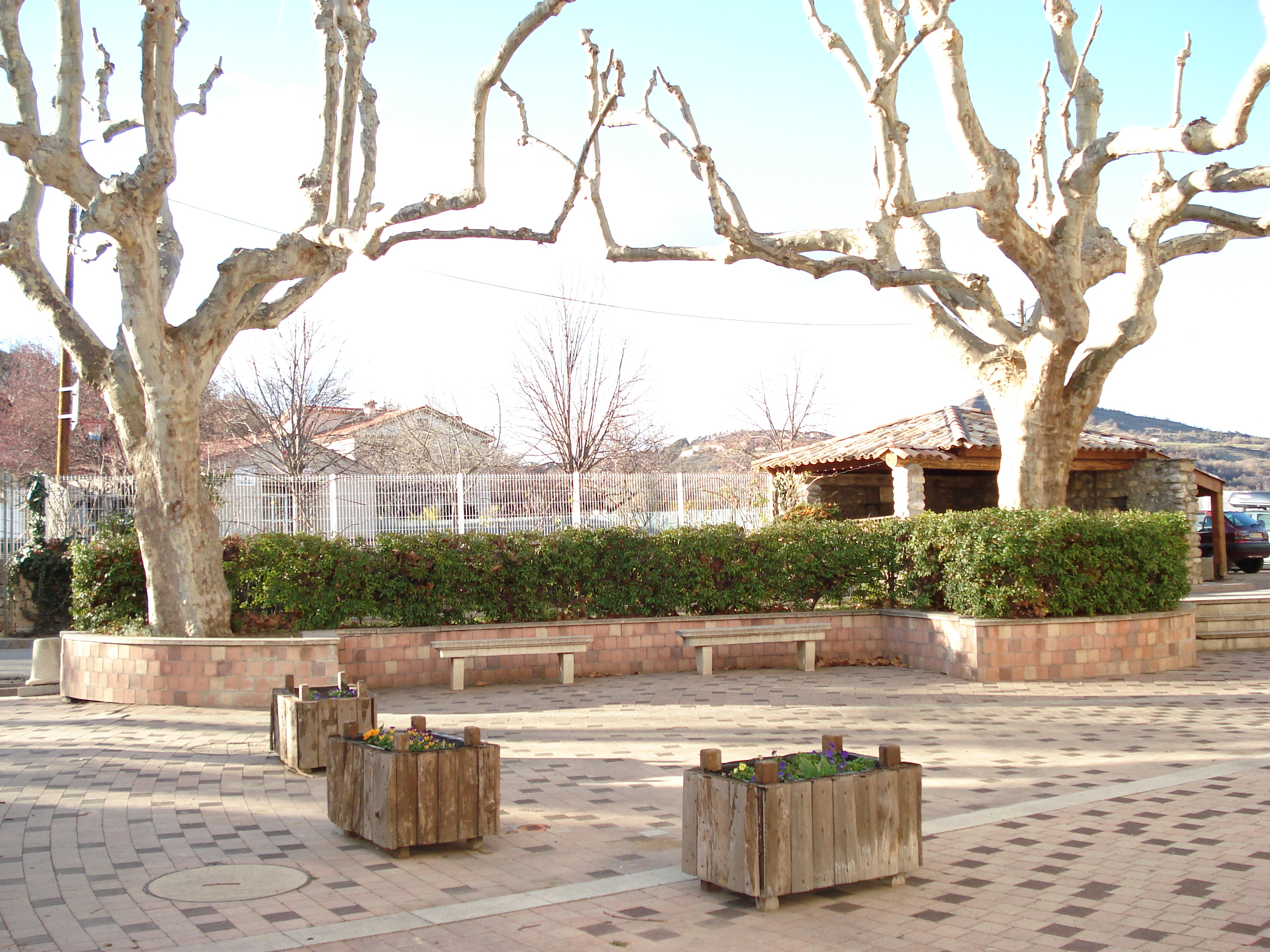
Шантерсье